# Birthday (PINK SAPPHIREのアルバム)
『Birthday』（バースデー）はPINK SAPPHIREのアルバム。

## 内容
「For the Earth」のカップリング「Begin」を収録したラスト・アルバム。

## 収録曲
1. Oh! Bad Morning
作詞：石田美紀　作曲：鈴木孝子　編曲：土方隆行・PINK SAPPHIRE
2. クラスメイト
作詞：田口俊　作曲：多々納好夫　編曲：土方隆行
3. レジスタンス
作詞：田辺智沙　作曲：石田美紀・鈴木孝子　編曲：土方隆行・PINK SAPPHIRE
4. Blue Rain
作詞・作曲：石田美紀　編曲：土方隆行・PINK SAPPHIRE
5. Wonder Land
作詞：石田美紀　作曲：石田美紀・塚田彩湖　編曲：土方隆行・PINK SAPPHIRE
6. Marry Me?
作詞：塚田彩湖　作曲：石田美紀　編曲：土方隆行・PINK SAPPHIRE
7. Only Lonely Girl
作詞：石田美紀　作曲：多々納好夫　編曲：土方隆行・PINK SAPPHIRE
8. あと1時間で恋が変わる
作詞：田口俊　作曲：富塚和彦　編曲：土方隆行
9. 偽りの季節たち
作詞：石田美紀　作曲：小路隆　編曲：土方隆行・PINK SAPPHIRE
10. Begin
作詞：菊野晴泉　作曲：鈴木孝子　編曲：土方隆行・PINK SAPPHIRE
11. 届かないLoving You
作詞：塚田彩湖　作曲：鈴木孝子　編曲：土方隆行・PINK SAPPHIRE